# Gavião-mondé
A tribo Gavião (de fala Mondé), também conhecidos como "Digü", é um povo indígena brasileiro que vive a Sudoeste do estado de Rondônia, na Área Indígena Sete de Setembro.
Sua população, estimada em 2000, era de 436 indivíduos, segundo senso do INCRA
Também são denominados Suruís-paíteres, há alguns indivíduos remanescentes na região Noroeste do estado do Mato Grosso.
Falam a lingua Mondé. Apesar de os jovens falarem o português, de sua tradição antiga restam reminiscências que podem ser resgatadas.
Por determinação da FUNAI, as missões religiosas que se encontravam no local foram afastadas, deixando mais livres os indígenas para divulgar e massificar sua cultura entre seu povo.
A expressão "tribo" vem sendo substituída por outros termos como: povo, nação, etnia. Assim, o povo Gavião, que fala a lingua de mesmo nome, pertencente ao tronco linguístico Tupi, família Mondé, vive na Terra Indigena Igarapé Lourdes, no municipio de Ji-Paraná/RO, com população estimada em 460 pessoas segundo a FUNAI. Toda sua população vive naquela Terra Indigena, são também denominados Gavião-Ikólóéhj, não são Suruí, apenas fazem parte do mesmo tronco-linguistico, assim como também os Cinta-Larga, Zoró e Aruá.[carece de fontes?]

## Ligação externa
- "Gavião Parkatêjê" - Iara Ferraz. Antropóloga. Museu Nacional (Página acessada em 17 de agosto de 2012).